# Битва біля Ладе (494 до н.е.)
Битва біля Ладе (дав.-гр. Ναυμαχία τῆς Λάδης, трансліт. Naumachia tēs Ladēs) — морська битва, що відбулася 494 року до н. е. під час Іонійського повстання між флотами Перської імперії та коаліції повсталих іонійських полісів (до яких приєднався Лесбос). Вирішальна перемога персів у цій битві призвела до поразки повстання.

## Історія
Іонійське повстання було викликане невдоволеністю грецьких полісів Малої Азії владою тиранів нав'язаних Персією. У 499 до н. е. тиран Мілету Аристагор взяв участь в експедиції Перського сатрапа Артаферн проти Наксосу у спробі посилити свої позиції у Мілеті. Облога Наксосу завершилася невдало, тож Аристагор, передчуваючи близьке відсторонення від влади у Мілеті, вирішив підбурити всю Іонію до повстання проти царя Персії Дарія Великого. На початку повстання, 498 до н. е., іонійці, підтримані контингентами з Афін та Еретрії, пішли у наступ і захопили Сарди, проте невдовзі були розбиті у битві при Ефесі. Тим часом повстання розповсюдилось на Кіпр і Карію. Протягом наступних трьох років перси проводили кампанії в Малій Азії, але без значного ефекту. У 494 до н. е. перська армія та флот були сконцентровані проти Мілету, епіцентра повстання.
Іонійці сконцентрувались на захисті Мілету з моря, довіривши оборону міста з моря самим мілетянам. Іонійський флот зібрався біля острову Ладе, навпроти Мілету. Перси не були впевнені у своїй перемозі, тож спробували підбити окремі грецькі контингенти до дезертирства. Хоча спочатку ці спроби не мали успіху, коли перси все ж атакували іонійців, самосці вирішили погодитись на це і покинули битву, внесши хаос в бойову лінію іонійців. Хоча кораблі хіосців та інших союзників залишилися і хоробро билися проти персів, битва була програна.
Поразка при Ладе призвела до швидкого закінчення Іонійського повстання. Наступного року перси захопили останні фортеці повстанців. Іонійське повстання стало першим великим конфліктом між Грецією та Персією і розглядається як перша фаза греко-перських воєн. Хоча Малу Азію вдалося повернути під владу Персії, Дарій присягнувся покарати Афіни й Еретрію за їх підтримку повстання. Щобільше, вбачаючи у численних грецьких містах-державах загрозу стабільності своєї імперії, він вирішив підкорити всю Грецію. Таким чином, перший перський похід до Греції, що почався 492 року до н. е., став прямим наслідком Іонійського повстання.

## Сили сторін

### Греки
| Місто   | Кількість кораблів |
| ------- | ------------------ |
| Хіос    | 100                |
| Мілет   | 80                 |
| Лесбос  | 70                 |
| Самос   | 60                 |
| Теос    | 17                 |
| Прієна  | 12                 |
| Еретрія | 8                  |
| Міунт   | 3                  |
| Фокея   | 3                  |
| Разом   | 353                |

Іонійські міста були в цій битві підтримані еолійцями. Геродот вказує кількість кораблів від кожного міста:
Він же описує бойову лінію іонійців наступним чином (зі сходу на захід): Мілет-Прієна-Міунт-Теос-Хіос-Еретрія-Фокея-Лесбос-Самос.

### Перси
За словами Геродота перський флот налічував 600 кораблів, наданих фінікійцями, що були налаштовані найбільш войовничо, єгиптянами, кілікійцями, а також кіпріотами, що були змушені приєднатись до флоту персів після придушення свого повстання.
Перським флотом, можливо, командував досвідчений мідійський воєначальник Датіс. Перські джерела свідчать, що він був направлений Дарієм до Іонії приблизно в той період, коли сталася битва біля Ладе. Однак, Геродот не вказує імені перського командуючого у цій кампанії.

## Хід битви
Невдовзі після повстання проти Діонісія, перський пішов в атаку на іонійців, які рушили йому назустріч. Битва, що зав'язалася після цього, плутано описується джерелами, починаючи з Геродота, який відзначив, що «Хто з іонійців був хоробрим чи боягузом у тій морській битві, я не можу точно сказати; бо всі звинувачують один одного». Проте зрозуміло, що на самому початку бою самосці підняли вітрила, як було домовлено, і покинули битву. Однак, 11 самоських кораблів відмовилися дезертирувати і залишилися. Згодом самосці звели колонну на ринковій площі свого міста на честь хоробрості та самопожертви цих моряків. Побачивши втечу самосців, їх сусіди по західному флангу, лесбосці, також дезертирували. Інші Іонійські контингенти також почали покидати битву, оскільки ситуація ставала все більш відчайдушною.
Лише велика хіосська ескадра стійко трималася, хоч дуже мало інших кораблів підтримали її. Вони відважно билися, але зазнали величезних втрат. Згодом уцілілі хіосські кораблі відступили на Хіос, на чому битва й завершилася.

## Наслідки
Поразка у цій битві фактично вирішила подальшу долю повстання. Перси щільно обложили Мілет, «робили підкопи під стіни й використовували найрізноманітніші облогові машини, аж поки не захопили місто». Згідно Геродоту, більшість чоловіків було вбито, а жінок та дітей зробили рабами. Археологічні дані частково підтверджують це, демонструючи чисельні сліди руйнувань і занедбаності більшої частини міста внаслідок битви при Ладе. Однак, деякі мілетяни змогли залишитися (або швидко повернутися), хоча місто вже ніколи не повернуло колишню велич. Таким чином у Мілеті «не лишилося мілетян» і перси забрали собі залишки міста і навколишню рівнину, а гірську місцевість віддали карійцям. Поневолені мілетяни постали у Сузах перед Дарієм, який поселив їх на узбережжі Перської затоки неподалік від горла Тигру.

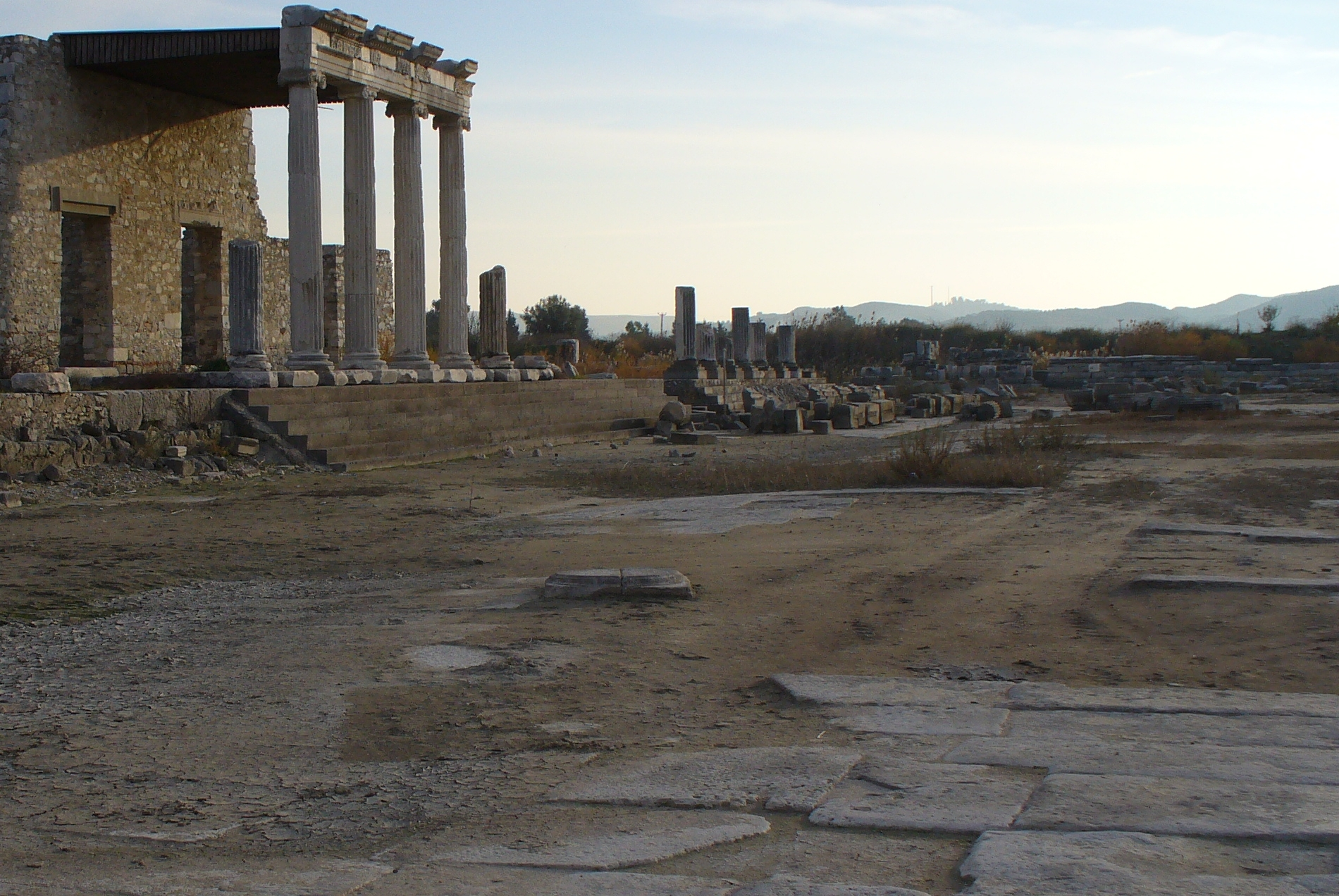
Руїни Мілету

Багато жителів Самосу були шоковані діями своїх воєначальників при Ладе і вирішили емігрувати, не чекаючи поки їх колишній тиран Еак повернеться до влади. Вони прийняли запрошення від народу Занкли оселитись на узбережжі Сицилії. Вони взяли з собою тих мілетян, що врятувались від персів. Сам Самос уникнув руйнування персами завдяки втечі при Ладе. Тим часом, Діонісій Фокейський вирушив до Сицилії, де став піратом, полюючи на карфагенські кораблі.
Більша частина Карії після битви біля Ладе скрилася персам, хоча деякі фортеці все ж таки довелося захопити силою. Перський флот і армія перезимували в Мілеті, а 493 до н.е. зайнялися придушенням останніх осередків спротиву. Вони атакували і захопили острови Хіос, Лесбос і Тенедос, після чого повернулися на материк і захопили решту міст Іонії. Хоча Іонійські міста були спустошені внаслідок цього, але жодного з них, здається, не спіткала жорстока доля Мілету. Далі перська армія привела до покори міста на азійському березі Чорноморських проток, а флот пройшов уздовж європейського берега, захоплюючи одне поселення за одним. Тепер вся Мала Азія повернулася під владу Персії і з повстанням було покінчено.